# Polska Formuła Easter Sezon 1987
1987 – trzynasty sezon Polskiej Formuły Easter. Był rozgrywany w ramach WSMP jako klasa 6. Składał się z pięciu eliminacji. Mistrzem został Jerzy Mazur (MTX 1-06).

## Kalendarz wyścigów
| Runda | Data           | Tor    | Pole position | Najszybsze okrążenie | Zwycięzca (kierowcy) | Zwycięzca (zespoły)       |
| ----- | -------------- | ------ | ------------- | -------------------- | -------------------- | ------------------------- |
| 1     | 10 maja        | Kielce | Jacek Szmidt  | ?                    | Jerzy Mazur          | Automobilklub Dolnośląski |
| 2     | 24 maja        | Poznań | Jerzy Mazur   | ?                    | Jerzy Mazur          | Automobilklub Dolnośląski |
| 3     | 6 września     | Toruń  | Jacek Szmidt  | ?                    | Jacek Szmidt         | Automobilklub Toruński    |
| 4     | 2 października | Poznań | Jiří Mičánek  | ?                    | Jacek Szmidt         | Automobilklub Toruński    |
| 5     | 2 października | Poznań | Jiří Mičánek  | ?                    | Jiří Mičánek         | ?                         |

## Klasyfikacja kierowców
| Legenda oznaczeń w tabelach wyników Wyświetl szablon na nowej stronie | Legenda oznaczeń w tabelach wyników Wyświetl szablon na nowej stronie                                                                     |
| Oznaczenie                                                            | Wyjaśnienie |
| --------------------------------------------------------------------- | --- |
| Złoty                                                                 | Zwycięzca lub mistrzostwo |
| Srebrny                                                               | 2. miejsce lub wicemistrzostwo |
| Brązowy                                                               | 3. miejsce lub II wicemistrzostwo |
| Zielony                                                               | Ukończył, punktował (w klasyfikacji generalnej, gdy zdobył co najmniej jeden punkt na przestrzeni sezonu, poza trzema powyższymi opcjami) |
| Niebieski                                                             | Ukończył, nie punktował (w klasyfikacji generalnej, gdy nie zdobył co najmniej jednego punktu na przestrzeni sezonu)                      |
| Czerwony                                                              | Nie zakwalifikował się (NZ) |
| Czerwony                                                              | Nie prekwalifikował się (NPK) |
| Różowy                                                                | Nie ukończył (NU) |
| Różowy                                                                | Niesklasyfikowany (NS) (w klasyfikacji generalnej, gdy nie został sklasyfikowany w żadnym wyścigu sezonu)                                 |
| Czarny                                                                | Zdyskwalifikowany (DK) |
| Czarny                                                                | Wykluczony (WYK/EX) |
| Biały                                                                 | Nie wystartował (NW) |
| Biały                                                                 | Kontuzjowany (K/INJ) |
| Biały                                                                 | Wyścig odwołany (OD/C) |
| Bez koloru                                                            | Został wycofany (WYC/WD) |
| Bez koloru                                                            | Nie przybył (NP/DNA) |
| Bez koloru                                                            | Nie brał udziału w treningach (NT/DNP) |
| Bez koloru                                                            | Nie został zgłoszony (–) |
| Pogrubienie                                                           | Start z pole position |
| Kursywa                                                               | Najszybsze okrążenie wyścigu |
| †                                                                     | Nie ukończył, ale jego rezultat został zaliczony ze względu na przejechanie więcej niż 90% dystansu wyścigu.                              |
| *                                                                     | Sezon w trakcie |
| 1/2/3                                                                 | Punktowana pozycja w sprincie kwalifikacyjnym                                                                                             |
| Lista systemów punktacji Formuły 1                                    | |

| Poz.                                          | Kierowca                | Zespół                        | KIE | POZ | TOR | POZ | POZ | Punkty |
| --------------------------------------------- | ----------------------- | ----------------------------- | --- | --- | --- | --- | --- | ------ |
| 1                                             | Jerzy Mazur             | Automobilklub Dolnośląski     | 1   | 1   | 4   | 2   | 3   | 192    |
| 2                                             | Jacek Szmidt            | Automobilklub Toruński        | 2   | 3   | 1   | 1   | 5   | 189    |
| 3                                             | Andrzej Wojciechowski   | Automobilklub Śląski          | 6   | 9   | 3   | NU  | 2   | 168    |
| 4                                             | Artur Skwarzyński       | Autoklub Rzemieślnik Warszawa | 3   | 4   | 5   | 3   | 6   | 167    |
| 5                                             | Piotr Górecki           | Automobilklub Morski          | NU  | 5   | 7   | 5   | 4   | 161    |
| 6                                             | Stefan Banaszak         | Automobilklub Szczeciński     | NU  | 2   | 2   | NU  | 7   | 131    |
| 7                                             | Krzysztof Godwod        | Autoklub Rzemieślnik Warszawa | -   | 17  | 15  | 9   | 10  | 130    |
| 8                                             | Kazimierz Sołtowski     | Automobilklub Szczeciński     | 4   | 7   | 8   | DK  | NU  | 116    |
| 9                                             | Andrzej Godula          | Automobilklub Krakowski       | 7   | 10  | 11  | -   | -   | 107    |
| 10                                            | Józef Kiełbania         | Automobilklub Świętokrzyski   | 9   | 13  | -   | 7   | -   | 106    |
| 11                                            | Piotr Lenartowicz       | Automobilklub Radomski        | 10  | 11  | 18  | NU  | NU  | 96     |
| 12                                            | Ryszard Plucha          | Automobilklub Warszawski      | 15  | -   | -   | 13  | 12  | 96     |
| 13                                            | Stanisław Fiedor        | Automobilklub Krakowski       | NU  | 19  | 19  | 12  | DK  | 85     |
| 14                                            | Adam Sowa               | Autoklub Rzemieślnik Warszawa | 14  | 22  | 17  | NU  | -   | 82     |
| 15                                            | Krzysztof Gałecki       | Automobilklub Morski          | -   | 23  | 20  | -   | 13  | 80     |
| 16                                            | Eugeniusz Zarzycki      | Autoklub Rzemieślnik Warszawa | 8   | NU  | NU  | 4   | DK  | 78     |
| 17                                            | Tomasz Szczęsny         | Automobilklub Warszawski      | NU  | 8   | NU  | 6   | NU  | 76     |
| 18                                            | Wiesław Guzik           | Automobilklub Świętokrzyski   | NU  | 26  | -   | 18  | 16  | 76     |
| 19                                            | Bogdan Pawlak           | Automobilklub Warszawski      | -   | -   | -   | 8   | 8   | 75     |
| 20                                            | Janusz Orłowski         | Automobilklub Szczeciński     | 5   | NU  | 12  | NU  | NU  | 73     |
| 21                                            | Ryszard Zygmunt         | Automobilklub Morski          | NU  | 12  | 9   | NU  | -   | 69     |
| 22                                            | Hieronim Kochański      | Autoklub Rzemieślnik Warszawa | -   | -   | 6   | 17  | NU  | 67     |
| 23                                            | Janusz Sączyński        | Automobilklub Morski          | -   | -   | -   | 14  | 11  | 66     |
| 24                                            | Andrzej Grabowski       | Automobilklub Morski          | 12  | 14  | NU  | NU  | -   | 64     |
| 25                                            | Robert Gajór            | Automobilklub Morski          | NU  | 18  | NU  | 11  | DK  | 61     |
| 26                                            | Jarosław Szczygieł      | Automobilklub Toruński        | -   | 16  | 14  | NU  | -   | 60     |
| 27                                            | Tomasz Jeromin          | Automobilklub Świętokrzyski   | NU  | 15  | 16  | -   | -   | 59     |
| 28                                            | Zdzisław Kupaj          | Automobilklub Kaliski         | 11  | 24  | NU  | NU  | -   | 55     |
| 29                                            | Wojciech Długołęcki     | Automobilklub Warszawski      | 16  | 25  | NU  | -   | -   | 49     |
| 30                                            | Mariusz Podkalicki      | Automobilklub Szczeciński     | NU  | 6   | NU  | NU  | NU  | 39     |
| 31                                            | Krzysztof Kotowicz      | Automobilklub Wielkopolski    | -   | -   | -   | -   | 9   | 37     |
| 32                                            | Tomasz Sikora           | Automobilklub Kielecki        | NU  | -   | 10  | NS  | NU  | 35     |
| 32                                            | Leszek Witoszek         | Automobilklub Śląski          | -   | -   | -   | 10  | NU  | 35     |
| 34                                            | Andrzej Podsiadło       | Automobilklub Kielecki        | 13  | -   | -   | -   | NU  | 32     |
| 34                                            | Grzegorz Kamiński       | Automobilklub Toruński        | -   | -   | 13  | NU  | -   | 32     |
| 34                                            | Dariusz Fiksa           | Automobilklub Wielkopolski    | -   | -   | -   | -   | 14  | 32     |
| 37                                            | Andrzej Fontański       | Automobilklub Częstochowski   | -   | -   | -   | NU  | 15  | 31     |
| 38                                            | Marek Oryński           | Automobilklub Krakowski       | NS  | -   | -   | 15  | -   | 30     |
| 39                                            | Tytus Tuszyński         | Autoklub Rzemieślnik Warszawa | -   | -   | -   | 16  | -   | 29     |
| 40                                            | Dariusz Górski          | Automobilklub Szczeciński     | -   | 20  | -   | -   | -   | 25     |
| 41                                            | Ireneusz Trzeszczkowski | Automobilklub Toruński        | -   | 21  | NU  | -   | -   | 24     |
| 41                                            | Włodzimierz Pieniążek   | Automobilklub Świętokrzyski   | -   | NU  | 21  | NU  | -   | 24     |
| NS                                            | Jarosław Podsiadło      | Automobilklub Kielecki        | NU  | NU  | -   | NU  | NU  | 0      |
| NS                                            | Henryk Pinis            | Automobilklub Śląski          | NU  | -   | -   | -   | -   | 0      |
| NS                                            | Marian Czapka           | Automobilklub Cieszyński      | NU  | NU  | -   | -   | -   | 0      |
| Kierowcy niedopuszczeni do zdobywania punktów |                         |                               |     |     |     |     |     |        |
| NS                                            | Jiří Mičánek            |                               | -   | -   | -   | NU  | 1   | 0      |